# Ptyelus spumiferus
Aphrophora spumifera
Espèce
Synonymes
- †Aphrophora spumifera Heer, 1853

Ptyelus spumiferus est une espèce fossile d'insectes hémiptères de la famille des Aphrophoridae.

## Classification
L'espèce Ptyelus spumiferus est décrite en 1853 par le naturaliste suisse Oswald Heer (1809-1883) sous le protonyme Aphrophora spumifera,.

### Fossiles
Selon Paleobiology Database en 2023, le nombre de collections de fossiles référencés est de trois :
- Miocène, une collection en Croatie de Radoboj, décrite en 1849 par Oswald Heer[3]
- Oligocène, deux collections de France, une de Céreste, dans le département des Alpes-de-Haute-Provence, décrite en 1937 par le paléontologue français Nicolas Théobald (1903-1981)[4] et une d'Aix-en-Provence, dans le département des Bouches-du-Rhône, décrite en 1829 par John Curtis[5],[2].

### Famille
L'espèce est décrite initialement dans la famille des Cercopidae, mais elle est désormais classée dans la famille des Aphrophoridae.

### Étymologie
L'épithète spécifique spumiferus signifie en latin « mousseux », évoquant l'abri larvaire, voir paragraphe #Biologie.

## Description

### Caractères
La diagnose de Nicolas Théobald en 1937, : 

« L'empreinte est assez effacée. On y reconnait pourtant les caractères des Aphrophorinae. Tête aussi large que le pronotum ; on voit encore un œil ovale et saillant ; front large, orné de sillons divergents ; pronotum anguleux à l'avant ; bord latéral convexe ; scutellum effacé ; abdomen étiré vers l'arrière. Les élytres et ailes dépassent le corps, ils se recouvrent en partie, l'extrémité de l'élytre est en outre pliée ; il en résulte que la nervation est difficile à déchiffrer ; tant qu'elle peut être analysée, elle concorde avec celle des Ptyelus ; ailes claires à nervures brunes. ».

### Dimensions
L'insecte a une longueur totale de 7,2 mm.

### Affinités
« L'Insecte est voisin d'Aphrophora coquandi N. Th., que nous avons décrit d'Aix ; les dimensions et la taille sont les mêmes. Mais ici on ne voit pas de carène médiane sur le front et le pronotum. Il ne peut donc pas s'agir du g. Aphrophora. Nous avons déjà fait cette remarque (v. p. 369) à propos de Ptyelus spumiferus cité d'Aix par Heer. D'ailleurs les ailes dépassent l'abdomen, comme c'est aussi le cas dans Ptyelus spumiferus Heer. Dans Aphrophora coquandi les ailes ne dépassent pas l'abdomen. C'est pourquoi nous avons rapproché notre insecte de la forme d'Aix et de Radoboj décrite par Heer sous le nom de Aphrophora spumifera = Ptyelus spumiferus.
Echant. F218 Coll. Fliche, École nationale des eaux et forêts. ».

## Biologie
« Le g. Ptyelus a une répartition presque universelle, les plus beaux échantillons se rencontrent dans la région éthiopienne.
Les larves des Ptyelus vivent sur les arbres en s'abritant dans un amas spumeux (crachat de coucou). ».

## Galerie
- Quelques espèces vivantes du genre Ptyelus.
- Ptyelus flavescens.
- Ptyelus flavescens.
- Ptyelus grossus.
- Ptyelus grossus au Kenya.
- Ptyelus grossus avec ailes dépliées.

### Publication originale
- [1853] Oswald Heer, Die Insektenfauna der Tertiärgebilde von Oeningen und von Radoboj in Croatien, vol. Dritte Theil, 1853, 1-138 p.